# کلاین (زیست‌شناسی)
در زیست‌شناسی، یک کلاین یا شیبه (به انگلیسی: Cline) (به معنی «تکیه کردن») یک گرادیان قابل اندازه‌گیری در یک شخصیت واحد (یا صفت زیست‌شناختی) یک گونه در سراسر محدوده پراکنش جغرافیایی آن است. نخستین بار توسط جولیان هاکسلی در سال ۱۹۳۸ ابداع شد، «شخصیت» کلاینی که به آن اشاره می‌شود معمولاً ژنتیکی است (به عنوان مثال فراوانی آلل، گروه خونی)، یا فنوتیپی (مانند اندازه بدن، رنگدانه‌های پوست). کلاین‌ها می‌توانند درجه‌بندی هموار و پیوسته را در یک کاراکتر نشان دهند، یا ممکن است تغییرهای ناگهانی‌تری در صفت را از یک منطقه جغرافیایی به منطقه دیگر نشان دهند.
در حالی که واژه‌ها " اکوتیپ " و "کلاین" گاهی به جای یکدیگر استفاده می‌شوند، اما در واقع از این جهت با هم تفاوت دارند که "اکوتیپ" به جمعیتی اشاره دارد که از نظر تعدادی از کاراکترها با دیگر جمعیت‌ها متفاوت است، نه شخصیت واحدی که در بین جمعیت‌های یک کلاین متفاوت است.

## پیشران‌هان و تکامل کلاین‌ها

دو جمعیت با افراد در حال جابجایی بین جمعیت‌ها برای نشان دادن جریان ژن

کلاین‌ها اغلب به عنوان نتیجه دو محرک متضاد ذکر می‌شوند: انتخاب طبیعی و شارش ژن (همچنین به عنوان مهاجرت شناخته می‌شود). انتخاب باعث سازگاری با محیط محلی می‌شود و در نتیجه ژنوتیپ‌ها یا فنوتیپ‌های مختلف در محیط‌های مختلف مورد علاقه قرار می‌گیرند. این نیروی تنوع‌بخش با جریان ژنی مقابله می‌کند که اثر همگن‌کننده‌ای روی جمعیت‌ها دارد و از طریق ایجاد مخلوط‌های ژنتیکی و محو کردن هر گونه مرزهای ژنتیکی متمایز از گونه‌زایی جلوگیری می‌کند.